# Anguinidae
Anguinidae to rodzina nicieni. 
Rodzaje:
- Anguina
- Ditylenchus
- Halenchus
- Nothanguina
- Nothotylenchus
- Orrina
- Pseudhalenchus
- Pterotylenchus
- Safianema
- Subanguina